# Priolo Gargallo

Ubicació de Priolo Gargallo dins la província

Priolo Gargallo (sicilià Priolu) és un municipi italià, dins de la província de Siracusa. L'any 2009 tenia 12.172 habitants. Limita amb els municipis de Melilli, Siracusa, Solarino i Sortino.

## Administració
| Període | Identitat       | Partit      |
| ------- | --------------- | ----------- |
| 2008-   | Antonello Rizza | Centredreta |